# 獅鼻貝屬
獅鼻貝屬（學名：Pugnax）是獅鼻貝科下已滅絕的一個屬，生存於泥盆紀至二疊紀，牠們利用肉莖固定在貝殼碎片或其他堅固的表面上。牠們的化石總是成群出現，尤其是在石炭紀地層的泥團和淺海礁石塊間。

## 特徵
殼體大小不一，殼形為明顯的四邊形。背殼呈球形，前部有明顯的折疊。幼體的腹殼是凸起的，體型較大的個體其腹殼變成朝殼邊緣的方向凹入，形成一個很深的、近乎圓形的溝。兩瓣殼上除了一些不明顯的肋外幾乎沒有其他花紋。

## 物種[2]
- Pugnax kayseri Tschernyschew, 1902
- Pugnax keyserlingi Moeller, 1862
- Pugnax latesinuata Feng, 1986
- Pugnax morahensis Waagen, 1883
- Pugnax osagensis Swallow, 1908
- Pugnax utah Marcou, 1858

## 外部連結
- Pugnax （页面存档备份，存于） in the Paleobiology Database